# Гневышев, Валерий Львович
Вале́рий Льво́вич Гне́вышев (род. 22 октября 1959, Владивосток, РСФСР, СССР) — украинский архитектор.

## Биография
Родился в г. Владивостоке (ныне — Россия). В 1980—1986 годах учился в Киевском инженерно-строительном институте на архитектурном факультете.
С 1986 года — архитектор, начальник группы, начальник отдела, главный архитектор проекта Государственного предприятия «Проектный институт Укрметротонельпроект» (до марта 1991 года — проектный институт «Киевметропроект» — Киевский филиал Проектно-изыскательского института «Метрогипротранс»; до 1994 года — Государственный проектно-изыскательский институт «Киевметропроект»).

## Творческий вклад
Архитектор — автор проектов станций Киевского метрополитена (в составе авторских коллективов):
- «Печерская» (1997, автор станции; вестибюль кассового зала и промежуточный вестибюль эскалаторных наклонов совместно с архитекторами Николаем Алёшкиным, Тамарой Целиковской).
- «Позняки» (1994, совместно с архитекторами Тамарой Целиковской, Александром Панченко, Инессой Веремовской.
- «Харьковская» (1994, совместно с архитектором Тамарой Целиковской).
- «Лукьяновская» (1996, совместно с архитекторами Тамарой Целиковской, Николаем Алёшкиным).
- «Дорогожичи» (2000, совместно с архитекторами Николаем Алёшкиным, Тамарой Целиковской).
- «Житомирская» (2003, совместно с архитекторами Тамарой Целиковской, Николаем Алёшкиным, Александром Панченко).
- «Академгородок» (2003, совместно с архитекторами Тамарой Целиковской, Николаем Алёшкиным, Анатолием Крушинским).
- «Сырец» (2004, совместно с архитекторами Тамарой Целиковской, Алексеем Нашивочниковым, Екатериной Бадяеевой, Юрием Кравченко).
- «Бориспольская» (2005, совместно с архитекторамии Тамарой Целиковской, Андреем Юхновским, Алексеем Нашивочниковым).
- «Вырлица» (2006, совместно с архитекторами Тамарой Целиковской, Алексеем Нашивочниковым, Андреем Юхновским).
- «Красный хутор» (2007, совместно с архитекторами Тамарой Целиковской, Юрием Кравченко, Екатериной Бадяеевой, Андреем Юхновским).
- «Демиевская» (2010, совместно с архитекторами Тамарой Целиковской, Алексеем Нашивочниковым, Евгением Плащенко, Александром Панченко).
- «Голосеевская» (2010, совместно с архитекторами Тамарой Целиковской, Андреем Юхновским, Алексеем Нашивочниковым, Евгением Плащенко).
- «Васильковская» (2010, совместно с архитекторами Тамарой Целиковской, Евгением Плащенко, Алексеем Нашивочниковым, Юрием Кравченко).
- «Выставочный центр» (2011, совместно с архитекторами Тамарой Целиковской, Алексеем Нашивочниковым, Андреем Юхновским, Евгением Плащенко, Юрием Кравченко, Александром Панченко).
- «Ипподром» (2012, совместно с архитекторами Тамарой Целиковской, Евгением Плащенко, Андреем Юхновским, Анной Карасюк, Александром Панченко).
- «Теремки» (2013, совместно с архитекторами Тамарой Целиковской, Алексеем Нашивочниковым, Евгением Плащенко, Александром Панченко).

Архитектор — автор проектов станций Сырецко-Печерской линии Киевского метрополитена (в составе авторских коллективов): «Львовская брама», «Герцена», «Теличка» (1990-е — 2010-е годы; совместно с архитекторами Николаем Алёшкиным, Тамарой Целиковской).
Архитектор — автор проектов станций Подольско-Выгуровской линии Киевского метрополитена (в составе авторских коллективов): «Глубочицкая», «Подольская», «Судостроительная», «Труханов остров», «Залив Десёнка», «Радужная» (2000-е — 2010-е годы; совместно с архитекторами Тамарой Целиковской, Евгением Плащенко, Алексеем Нашивочниковым, Андреем Юхновским, Александром Панченко, Фёдором Зарембой).

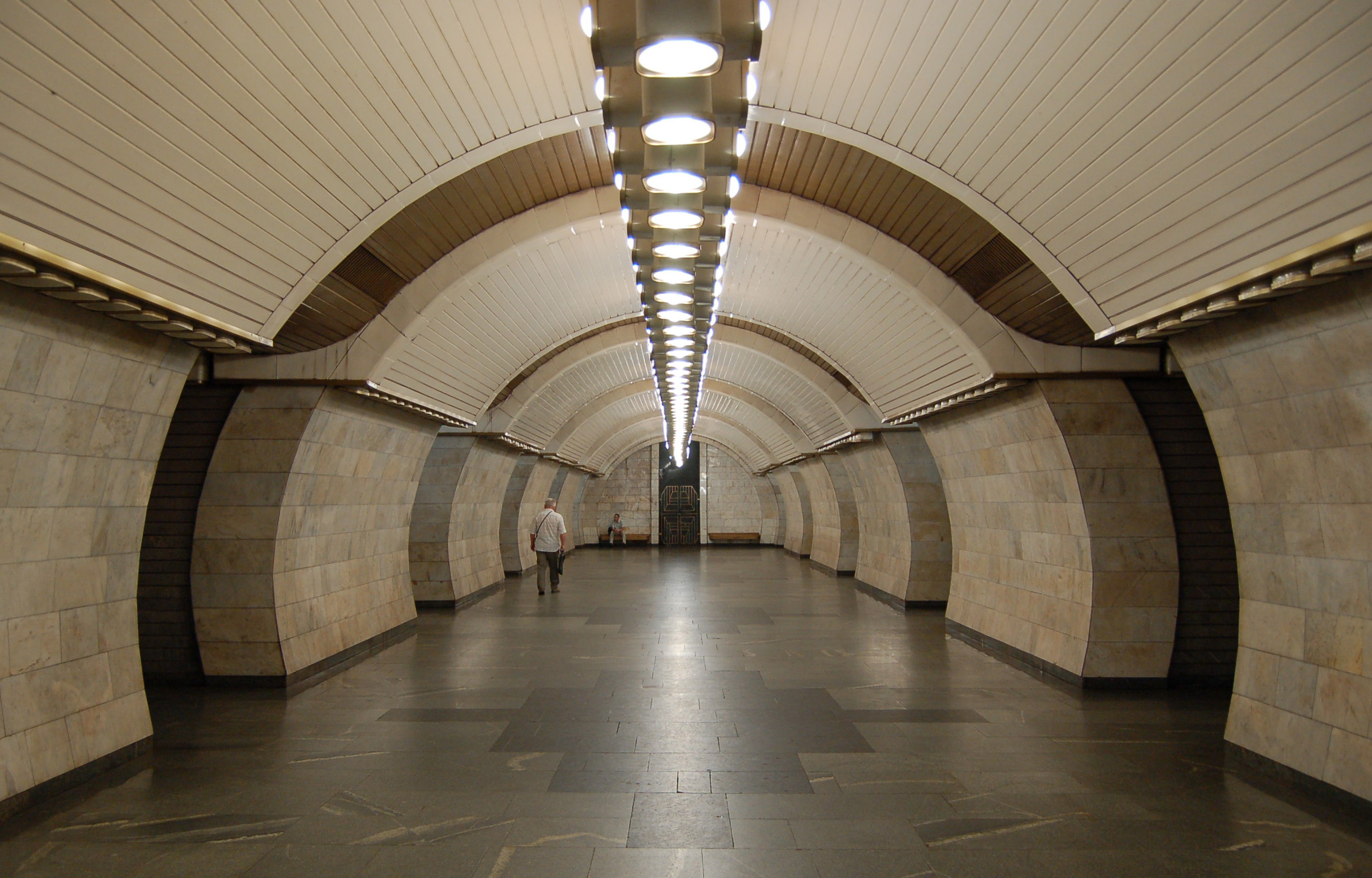
Станция метро «Печерская»
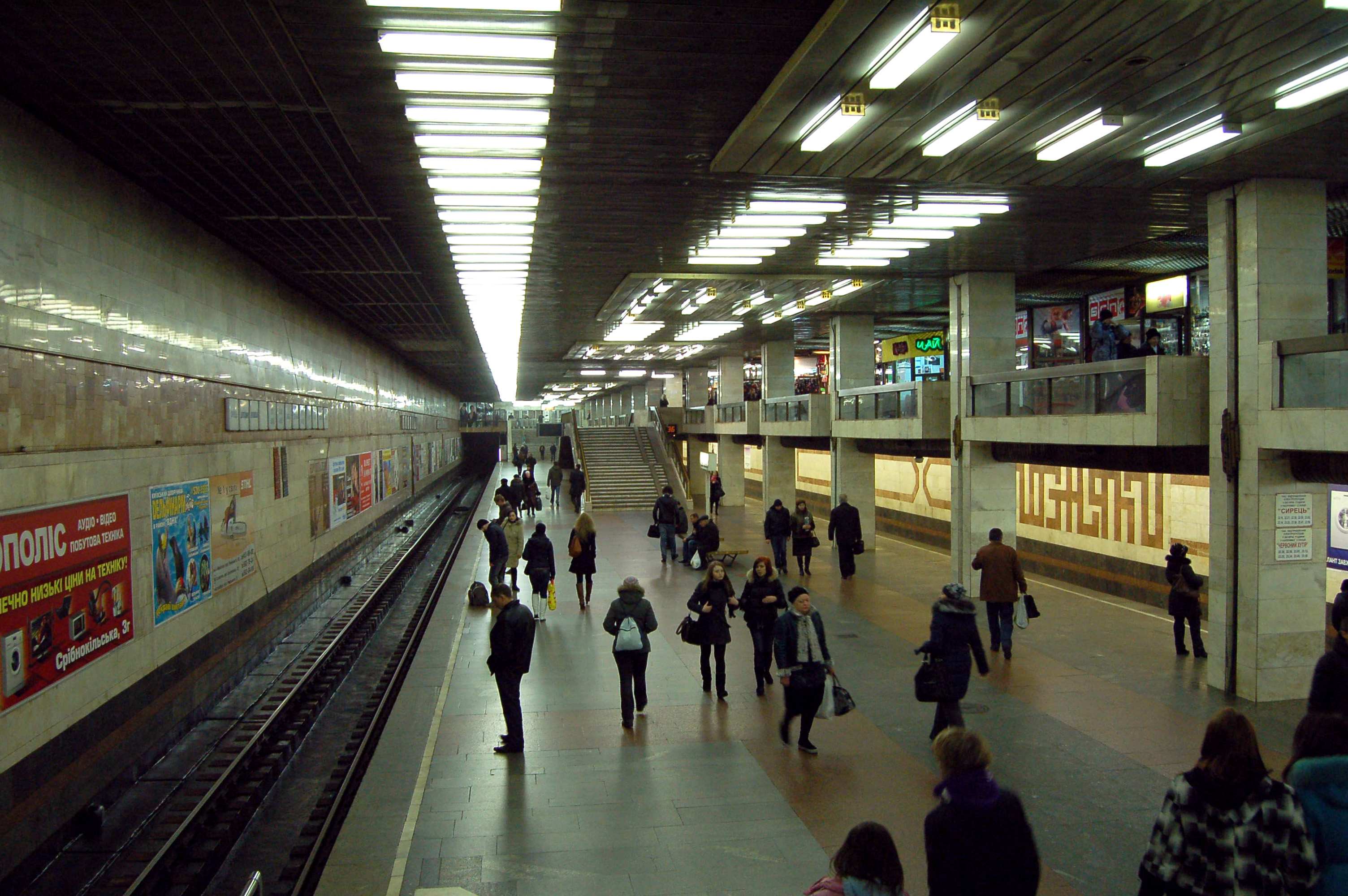
Станция метро «Позняки»
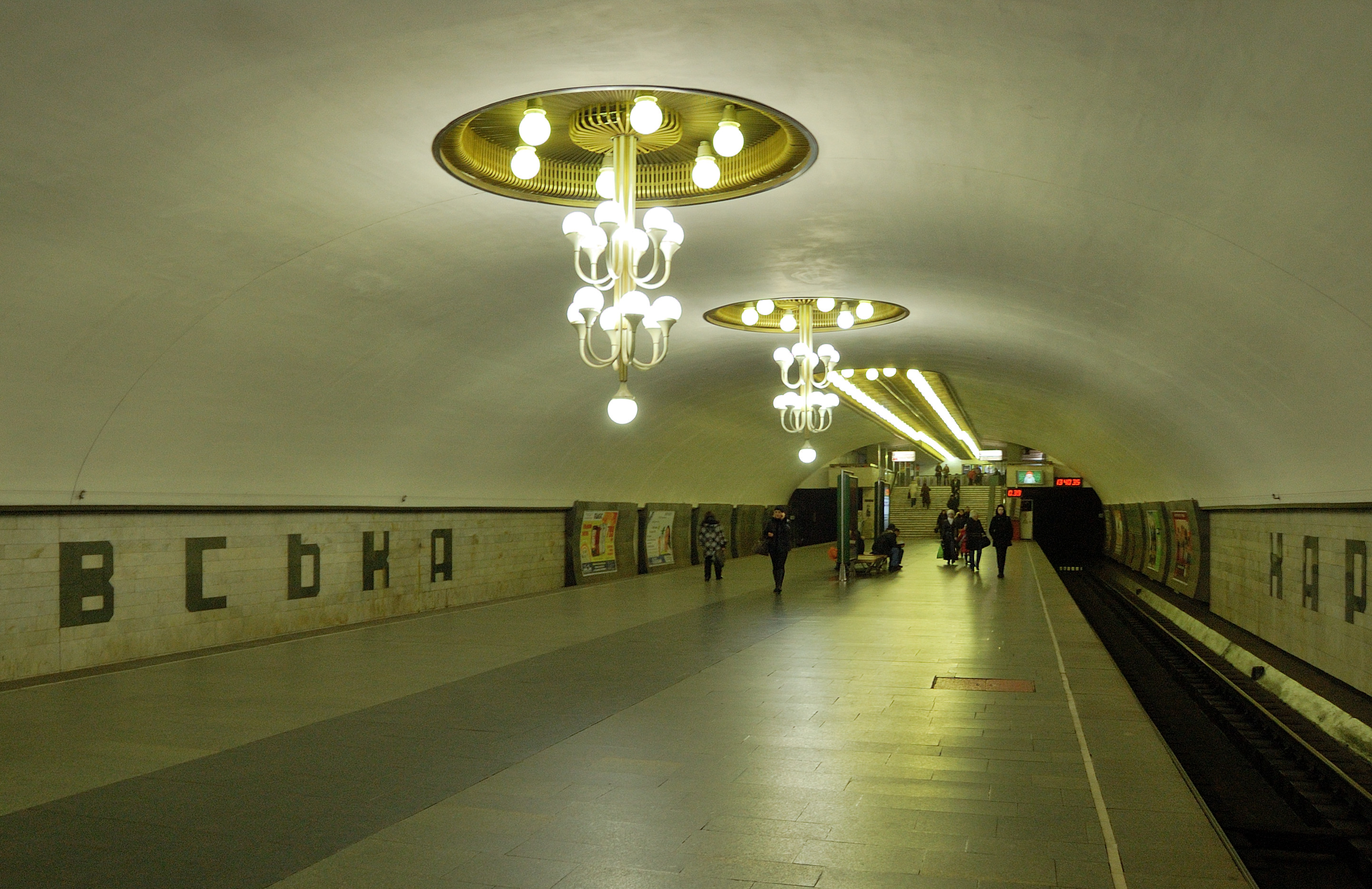
Станция метро «Харковская»
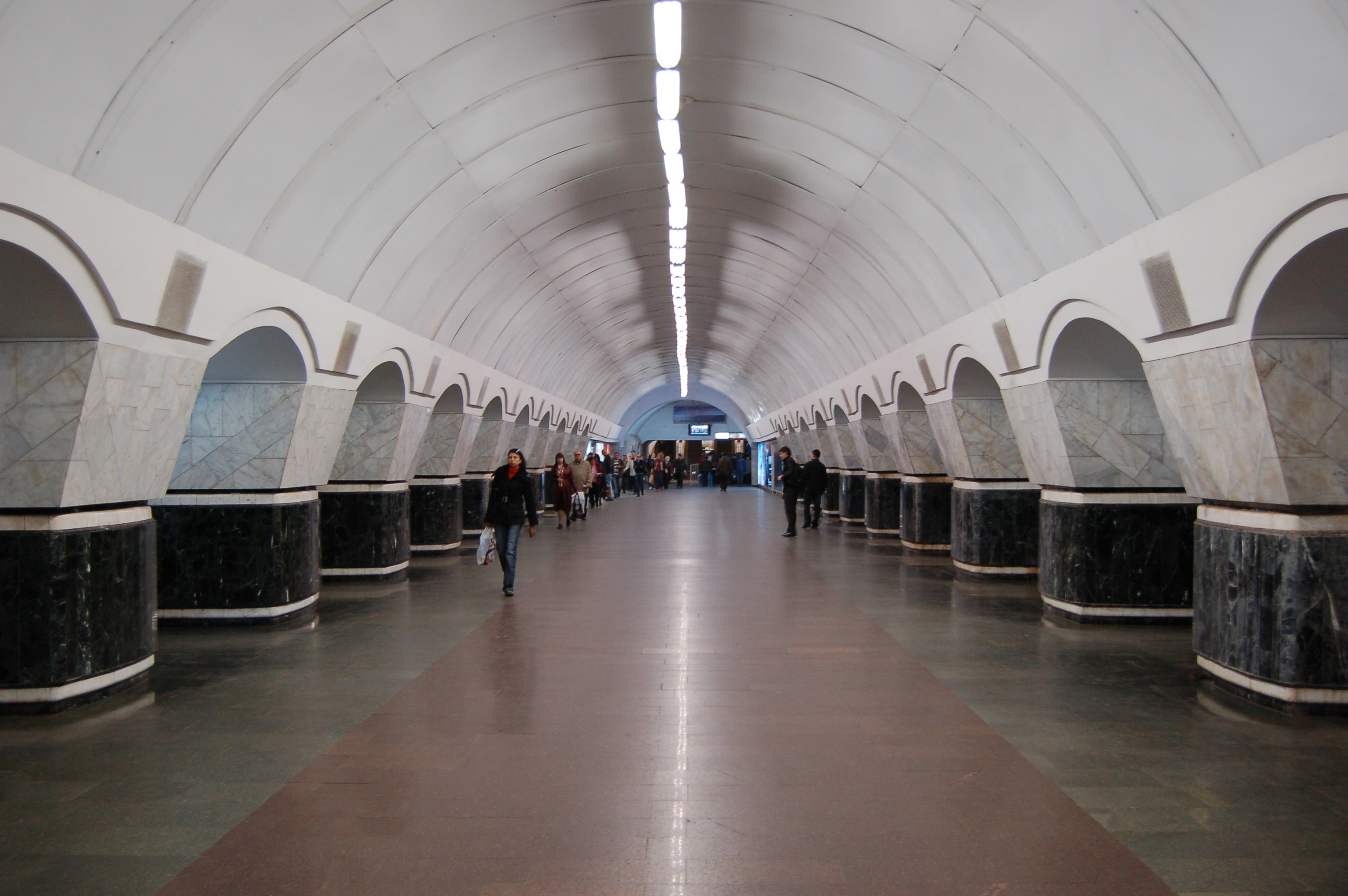
Станция метро «Лукьяновская»
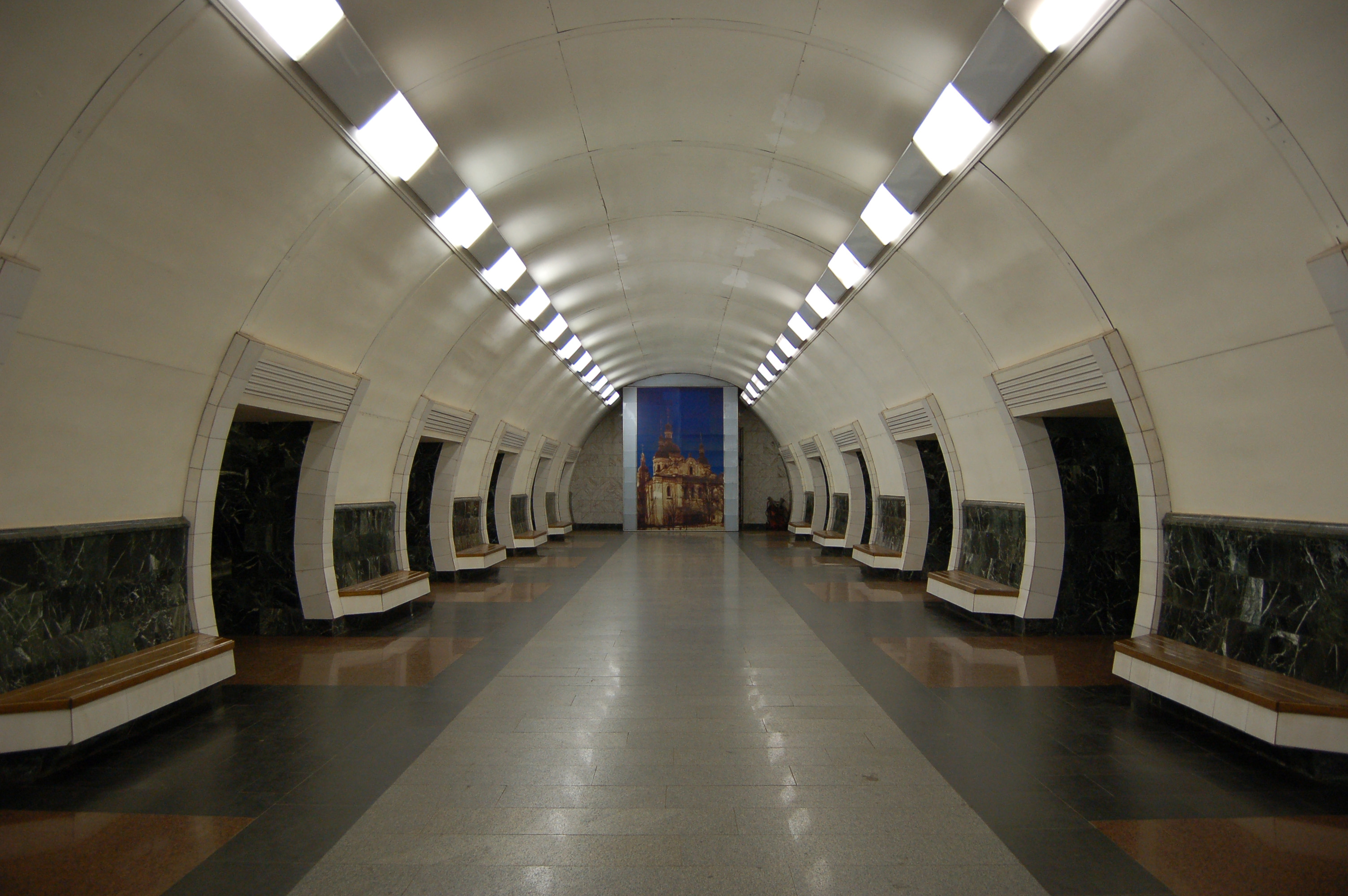
Станция метро «Дорогожичи»
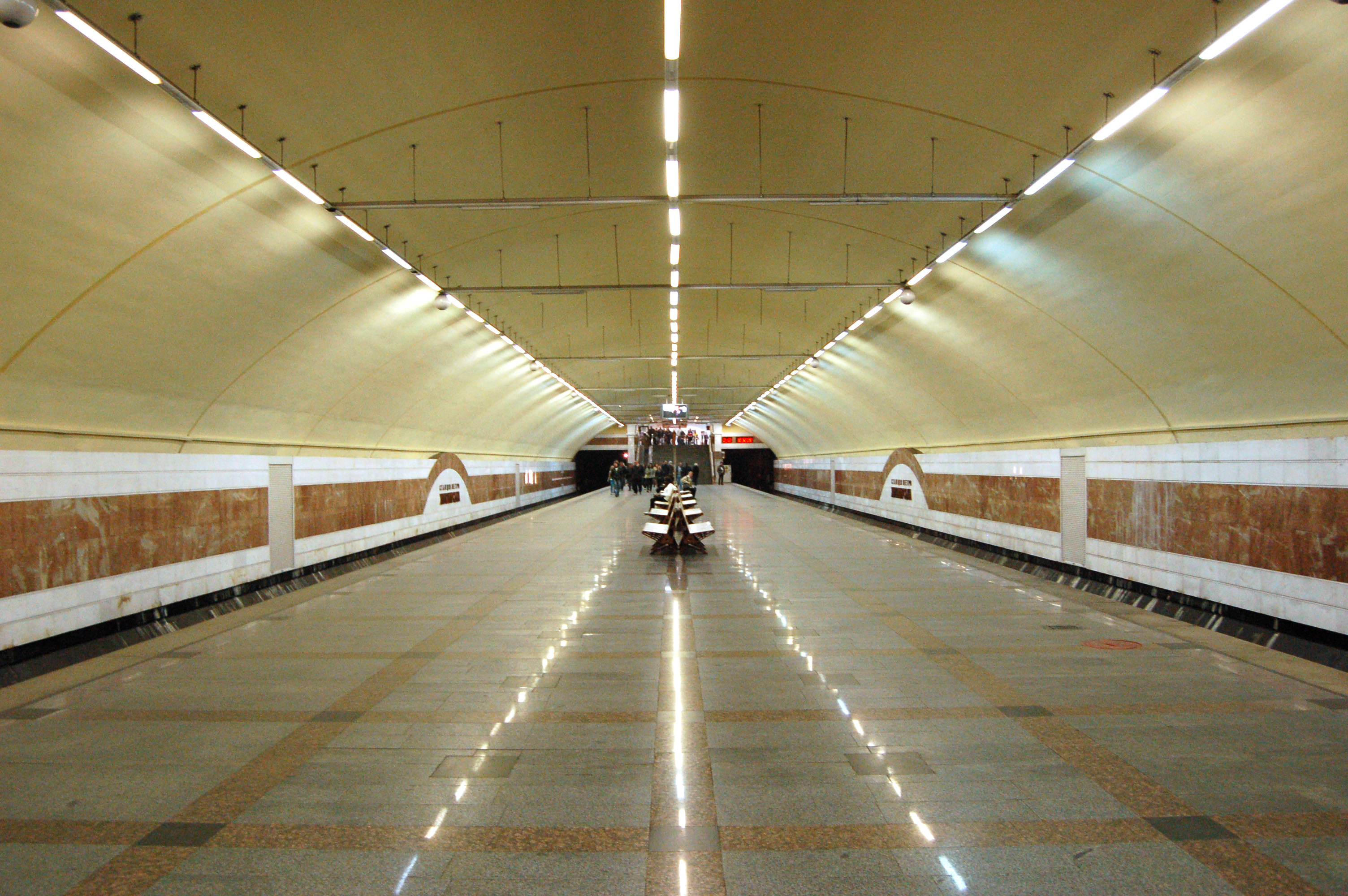
Станция метро «Житомирская»
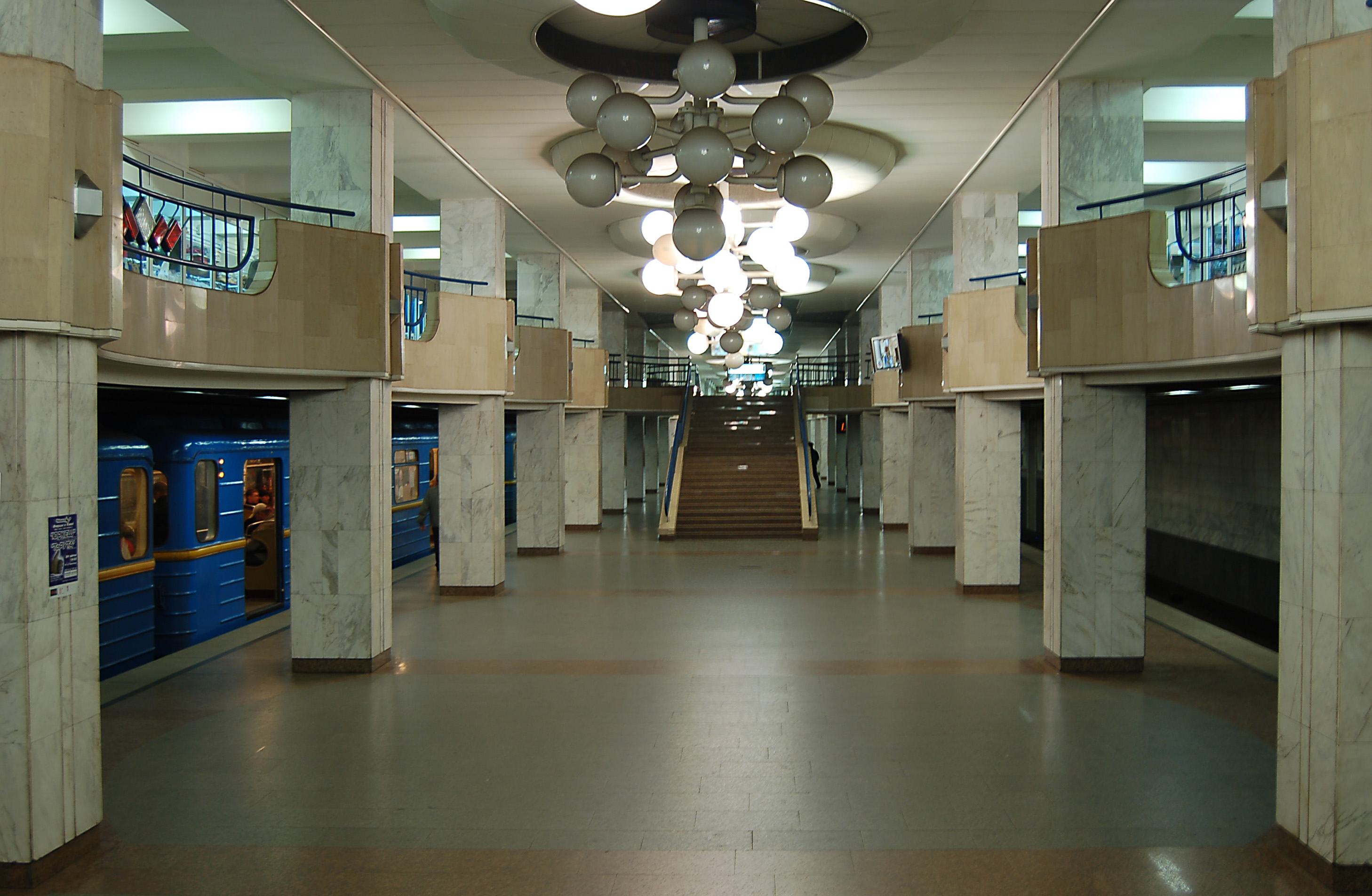
Станция метро «Академгородок»
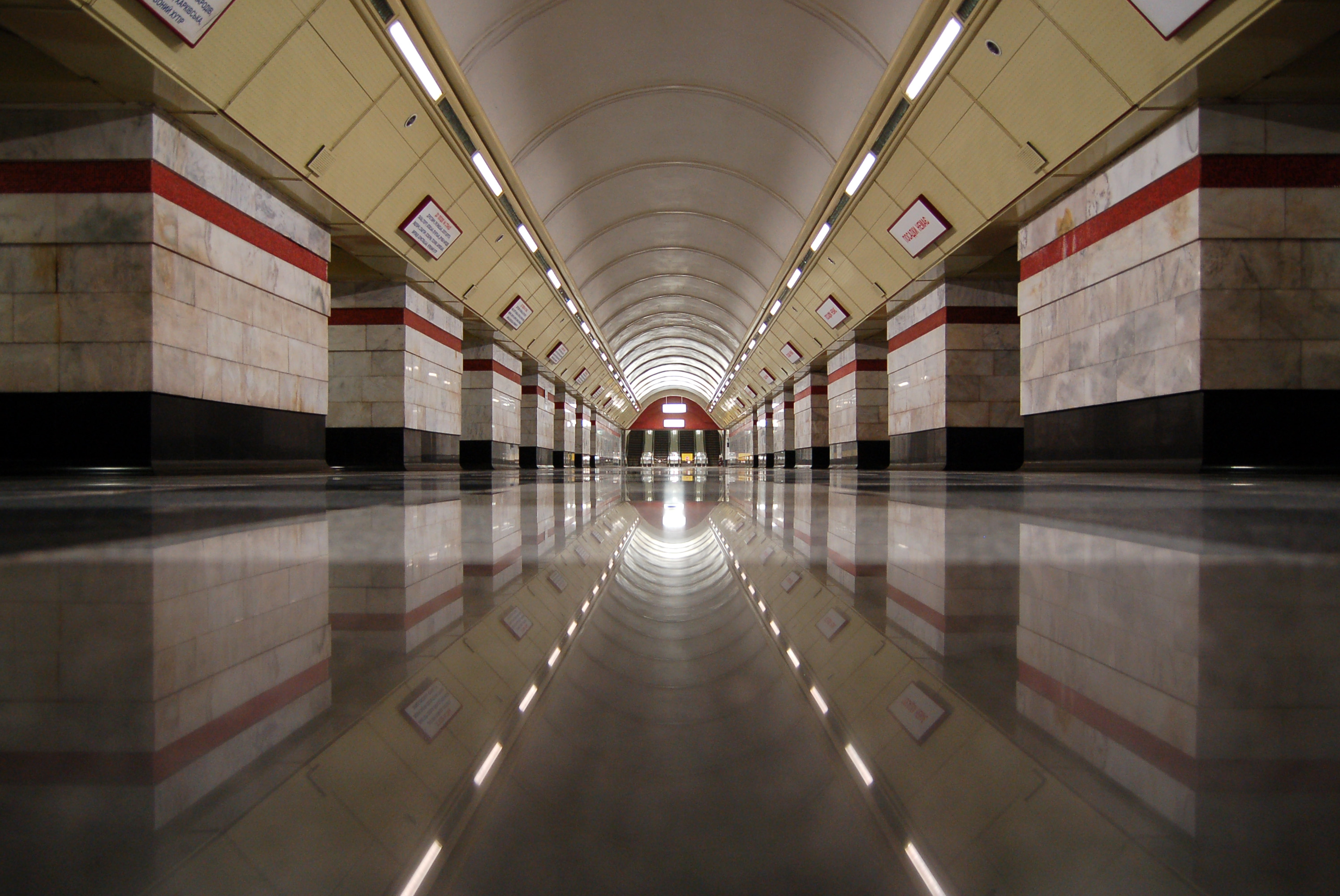
Станция метро «Сырец»
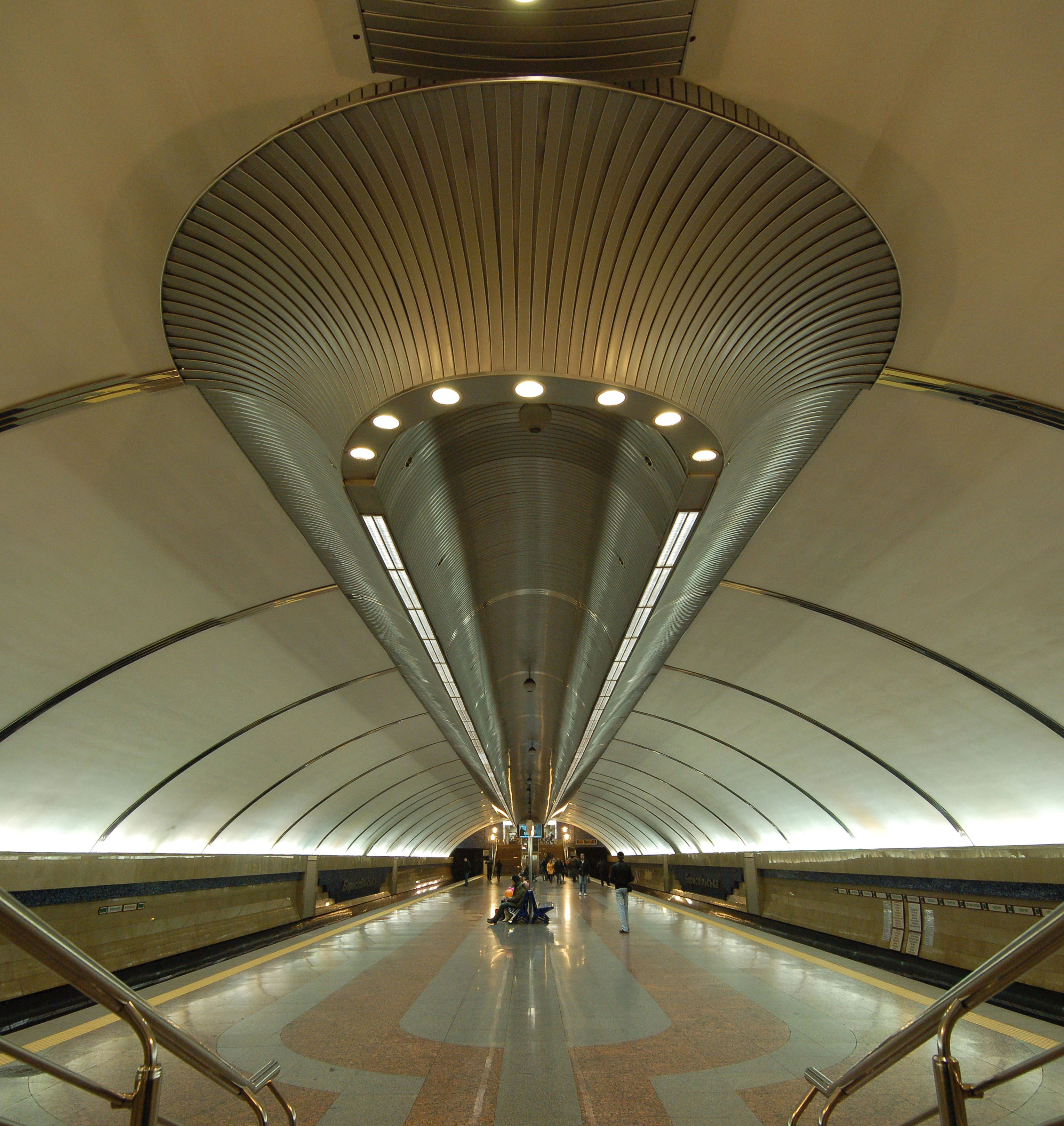
Станция метро «Бориспольская»
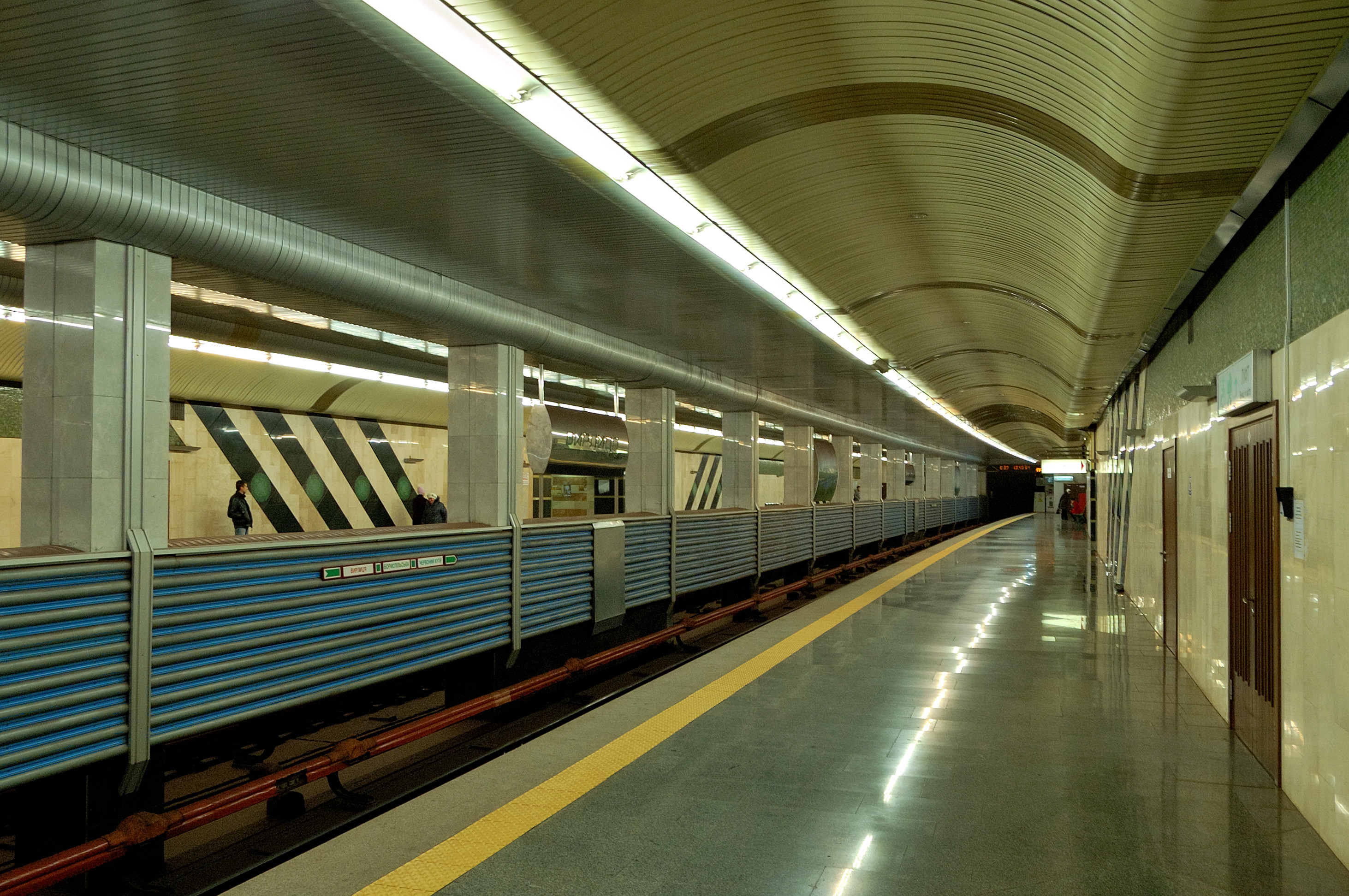
Станция метро «Вырлица»
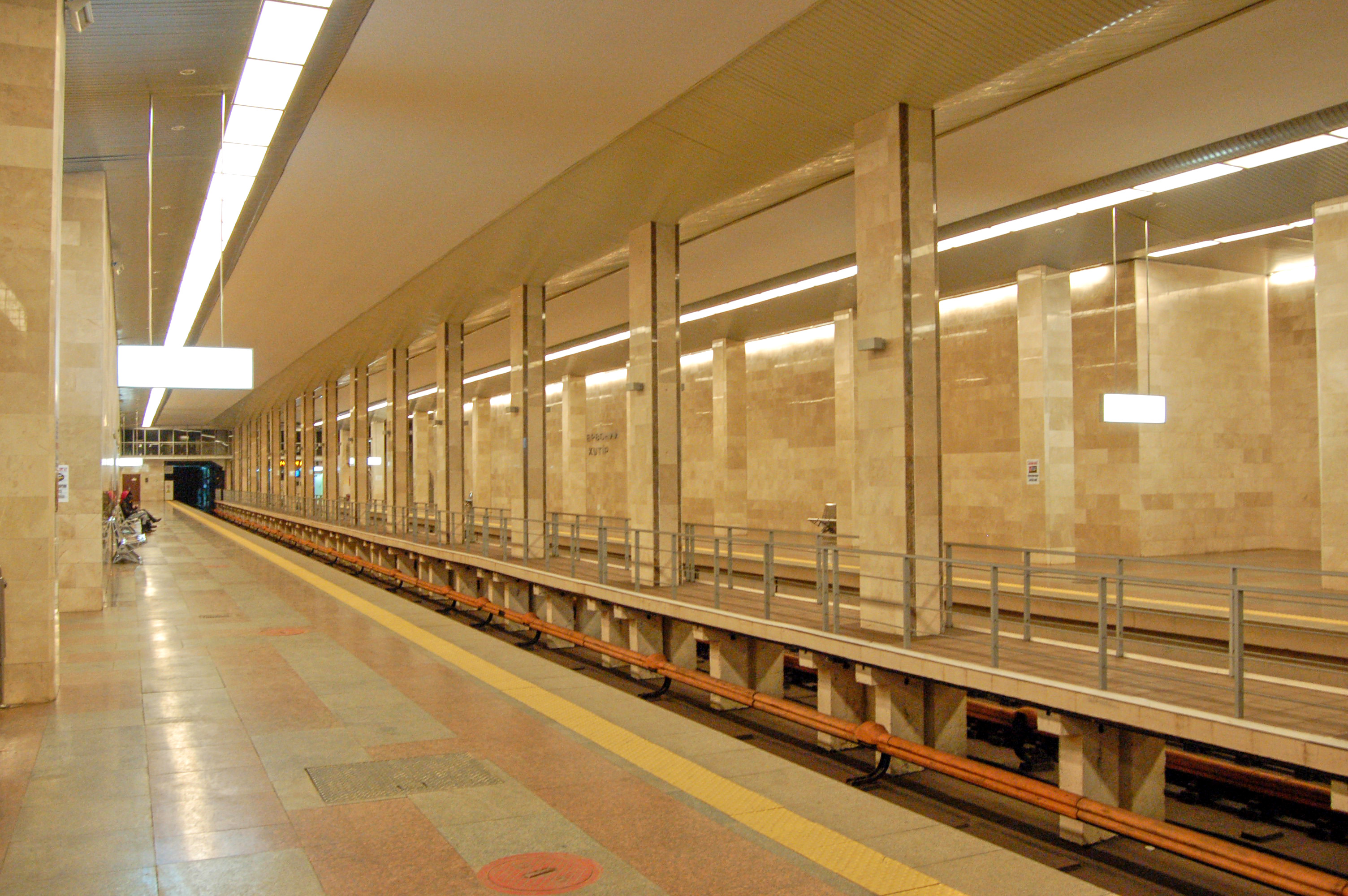
Станция метро «Красный хутор»
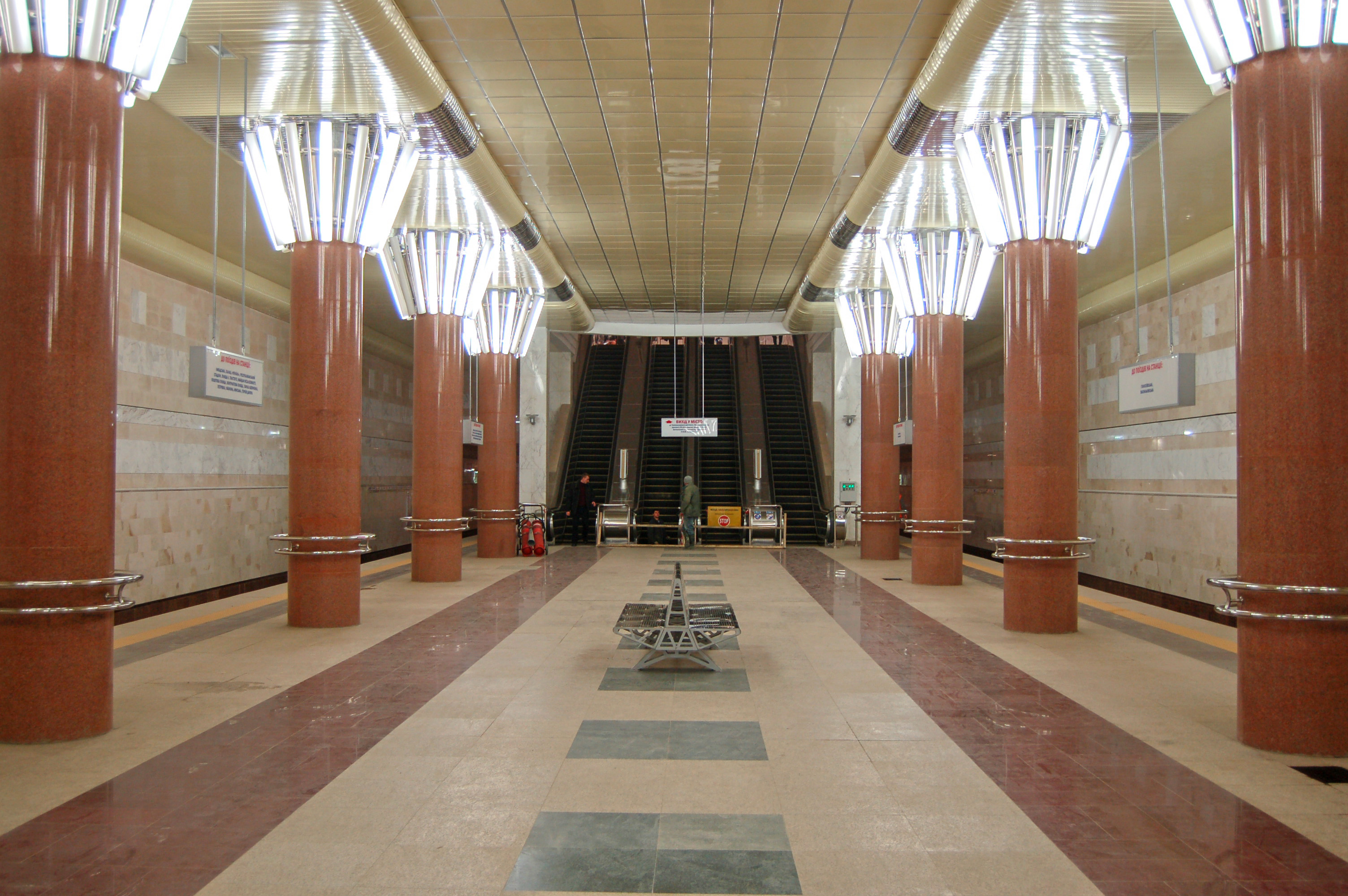
Станция метро «Демиевская»
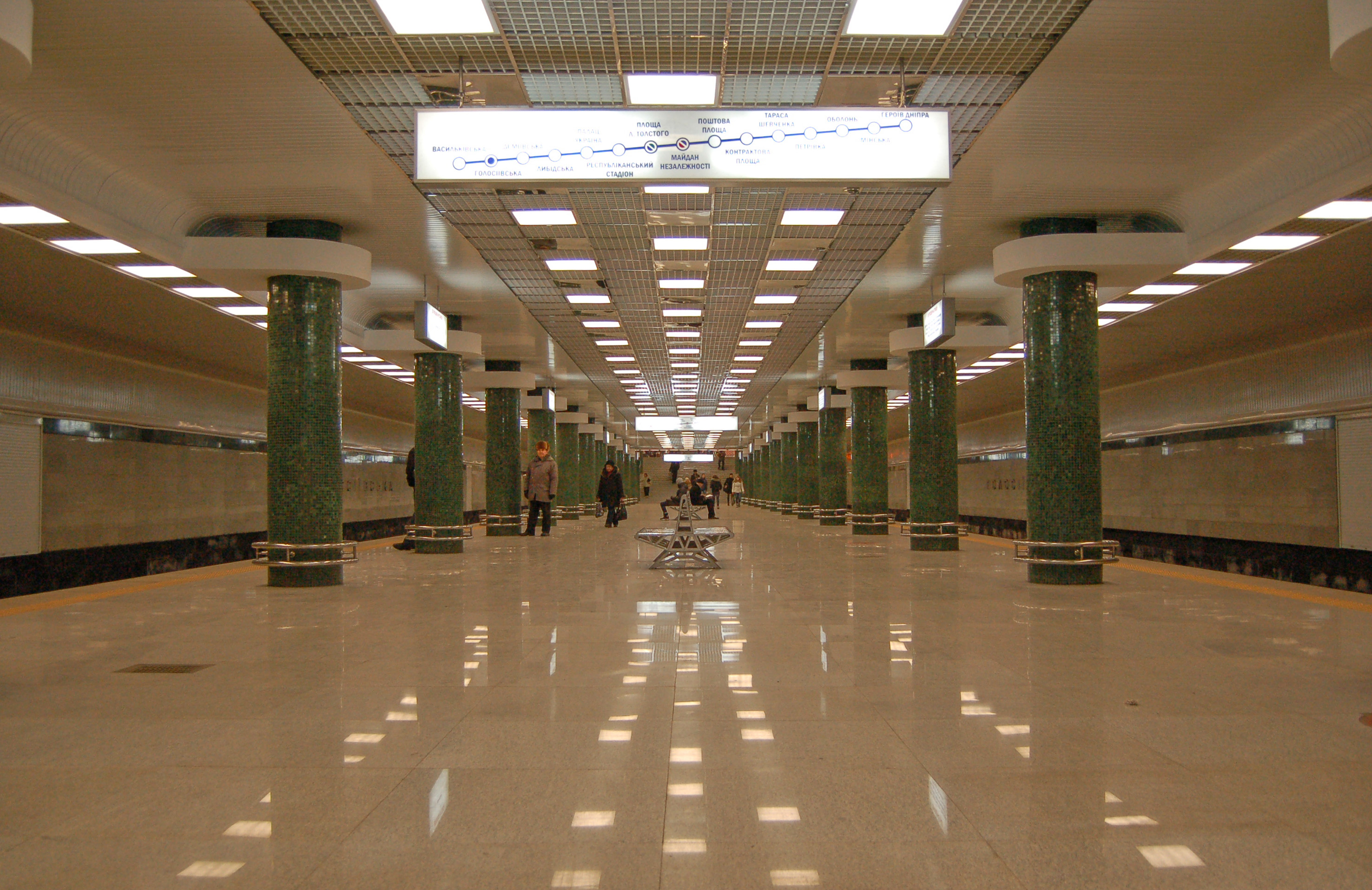
Станция метро «Голосеевская»
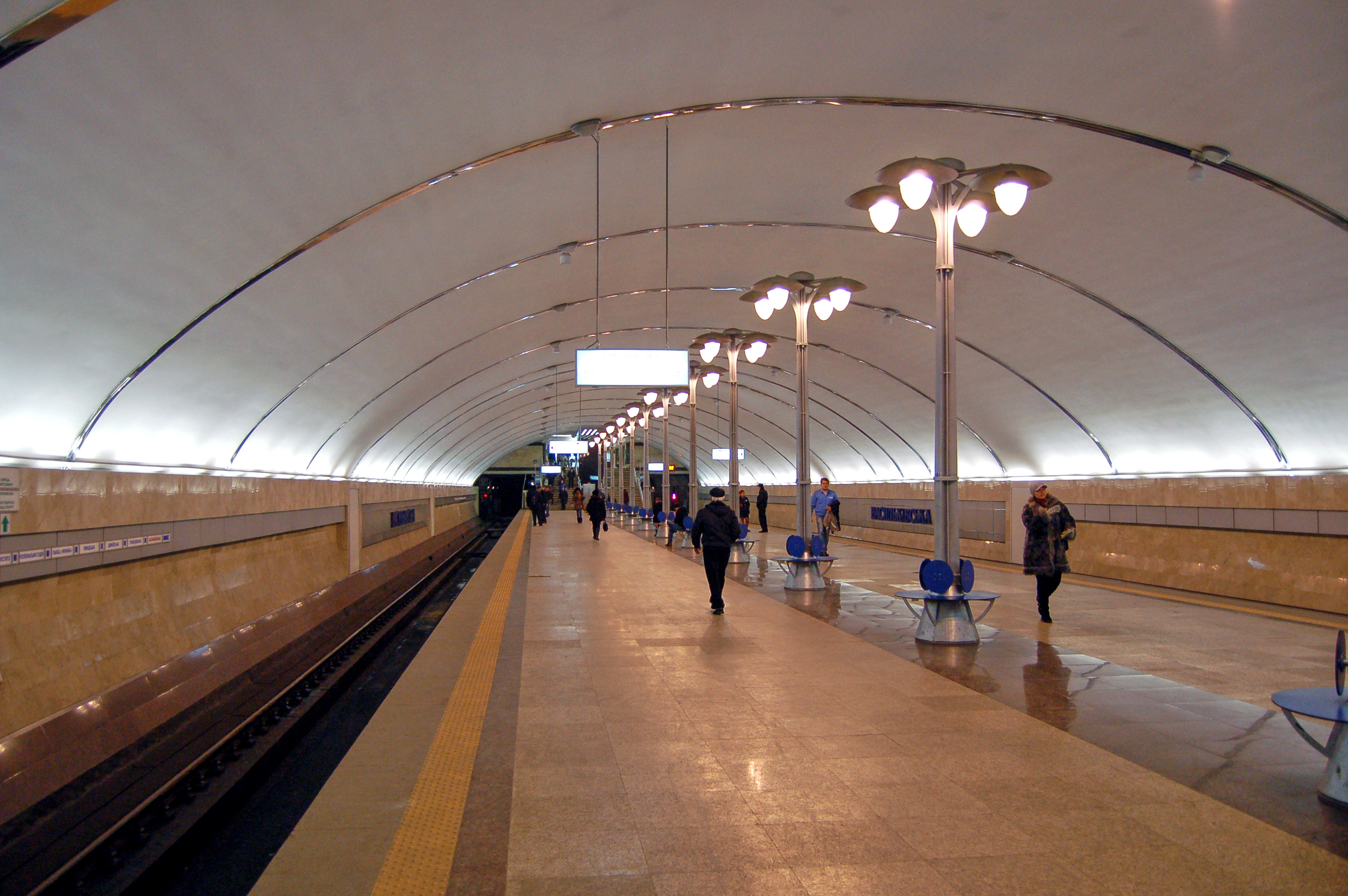
Станция метро «Васильковская»
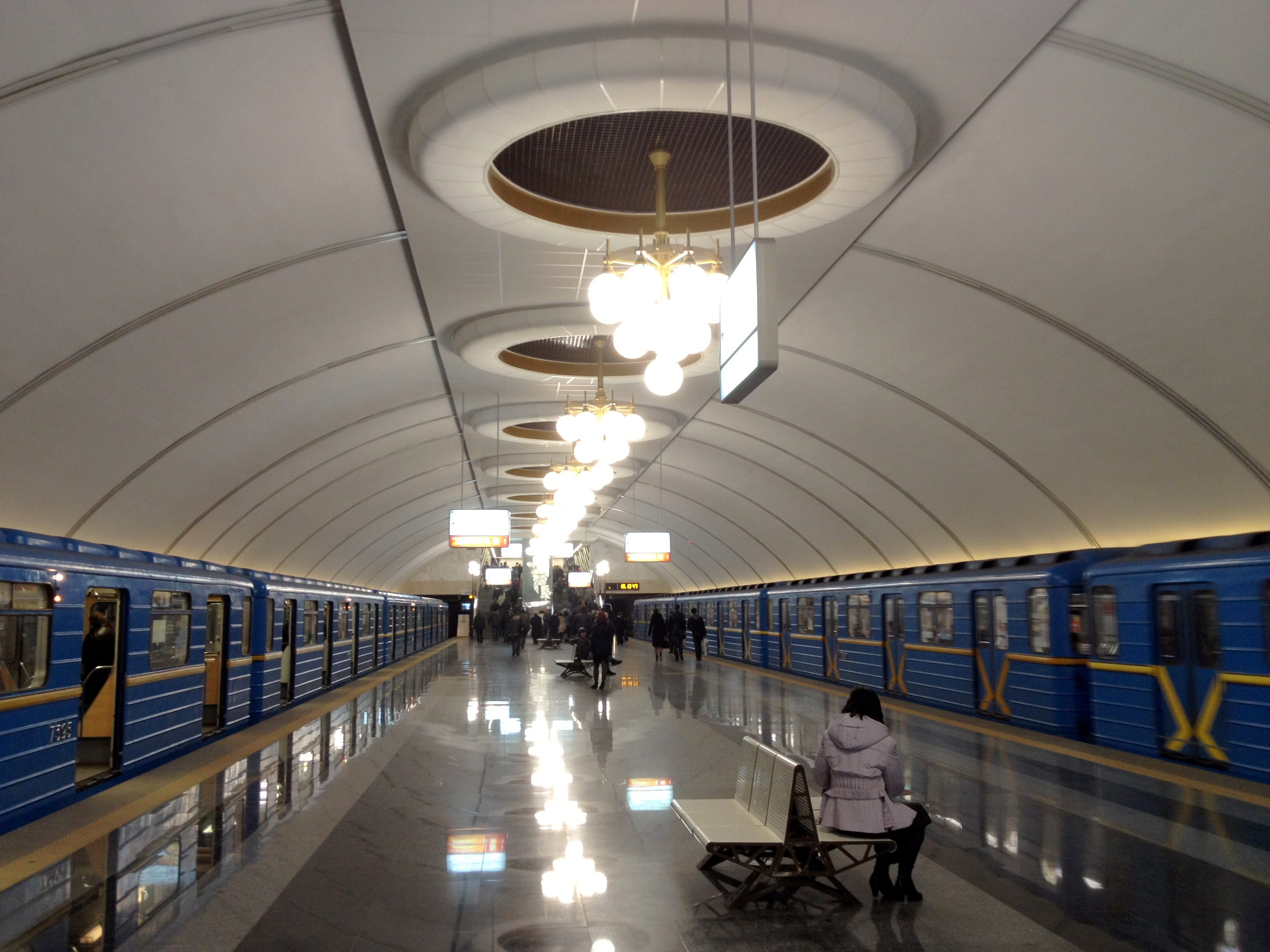
Станция метро «Выставочный центр»
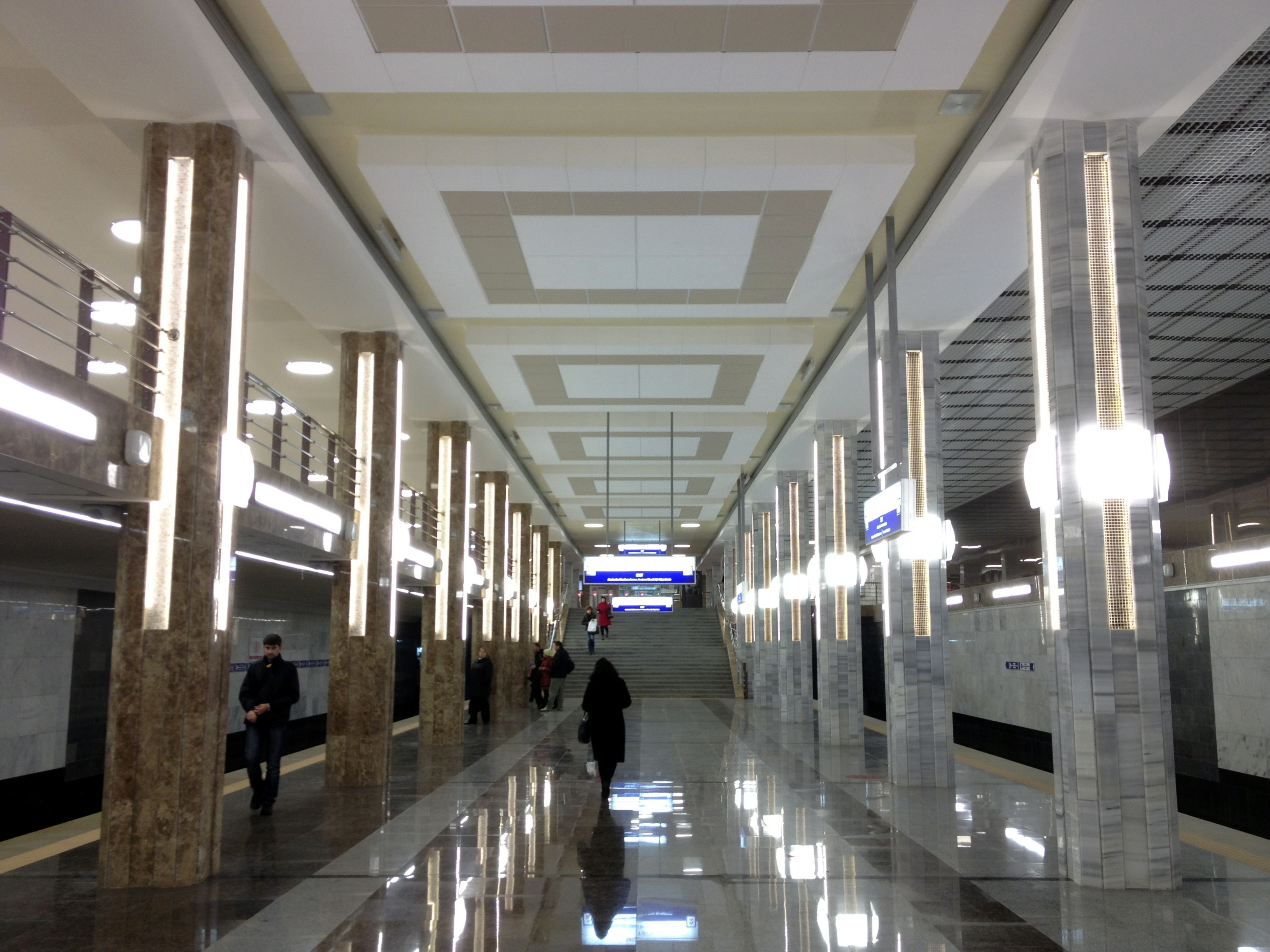
Станция метро «Ипподром»
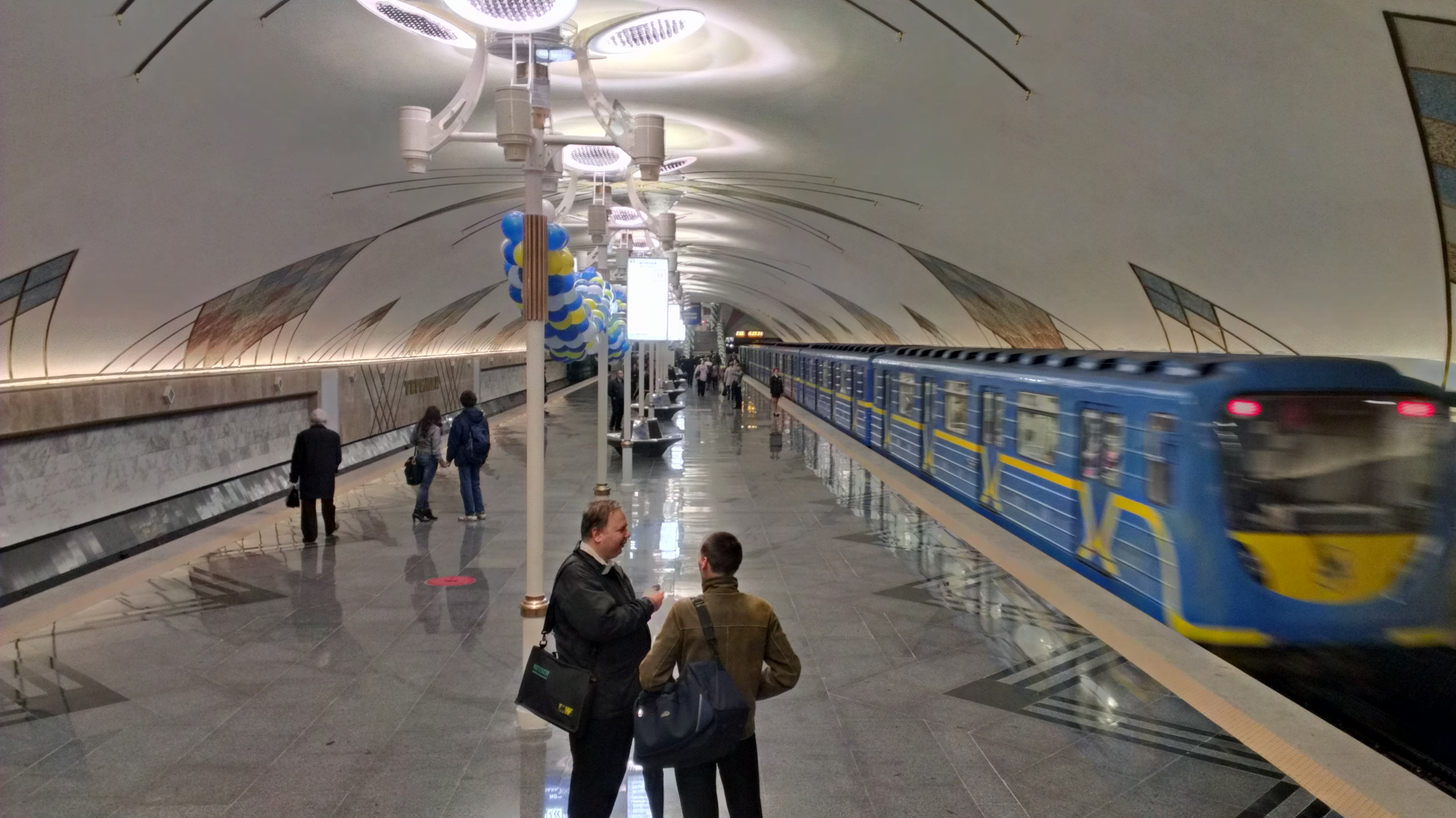
Станция метро «Теремки»
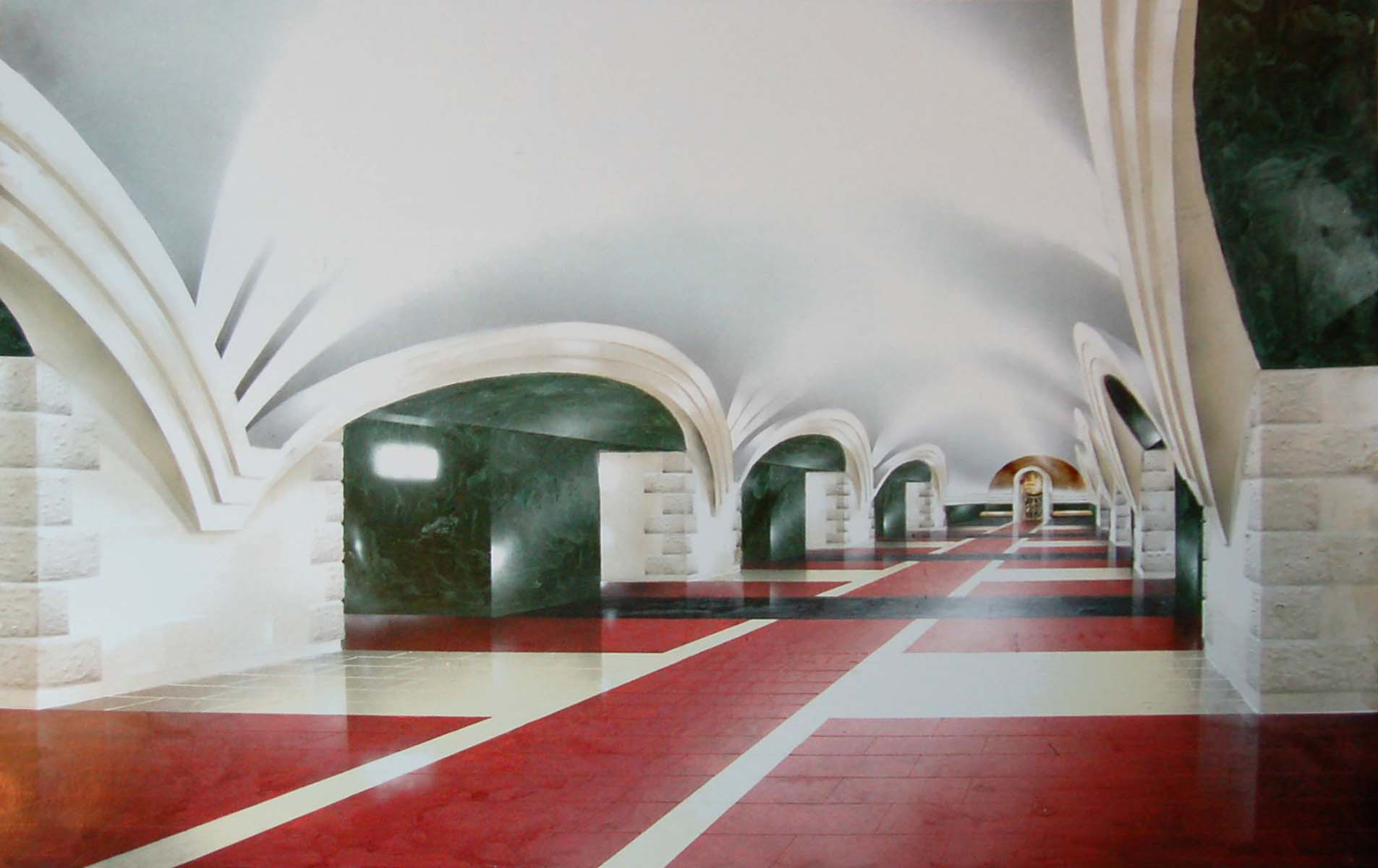
Станция метро «Львовская брама» (утверждённый проект)